# 下総利根大橋有料道路
下総利根大橋有料道路（しもうさとねおおはしゆうりょうどうろ）は、茨城県坂東市長須と千葉県野田市木間ヶ瀬を結ぶ、茨城県道路公社管理のかつての有料道路である。2020年（令和2年）1月11日に無料開放。
全線において、茨城県道・千葉県道162号岩井関宿野田線の一部である。

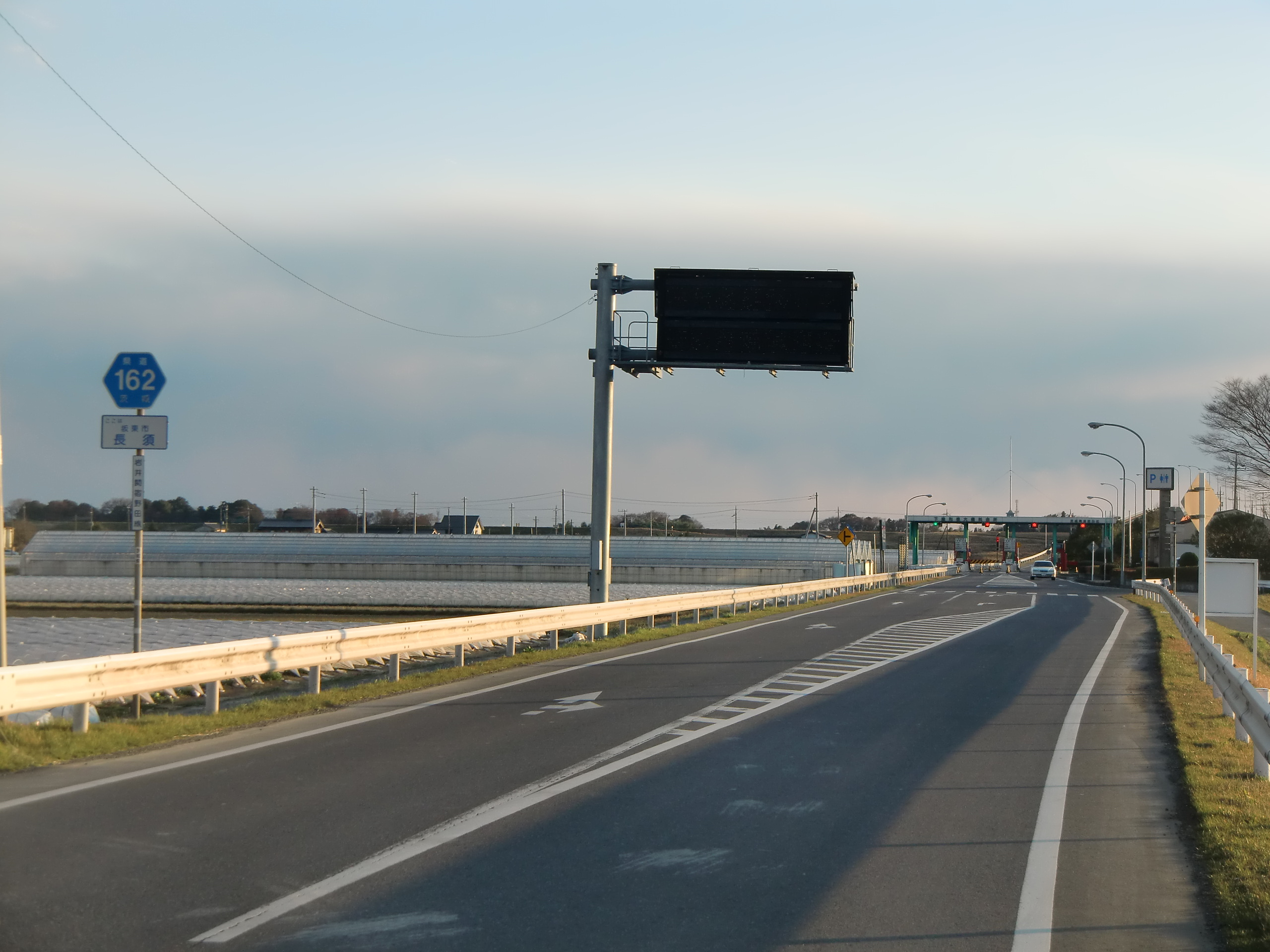
茨城県側（2011年3月）

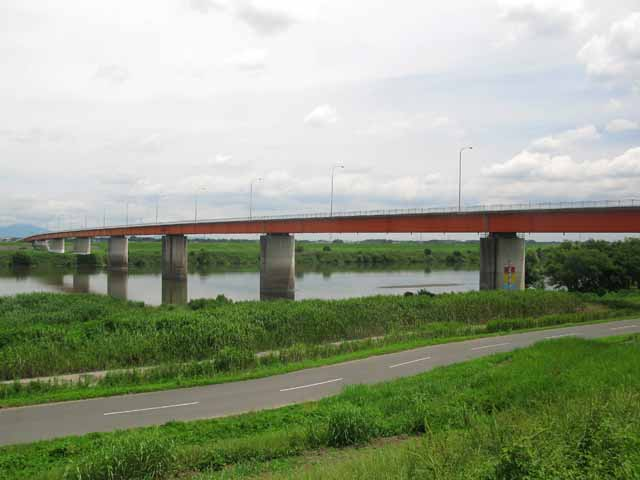
下総利根大橋（2013年7月）

## 概要
利根川を越え、茨城県県西地域と千葉県を結ぶ道路。都市近郊農業に従事する地域の主要軸として、相互の交流を図る重要な道路に位置づけされる。主に利根川に架かる下総利根大橋から成り立っていて、国道16号から坂東市方面への近道として、利根川を渡る車両および歩行者に利用されている。

### 路線データ
- 起点：茨城県坂東市大字長須[1][2]
- 終点：千葉県野田市木間ケ瀬[1][2]
- 延長：3.1km[1][2]

## 沿革
- 1985年（昭和60年）12月12日：茨城県岩井市大字長須から千葉県東葛飾郡関宿町大字木間ケ瀬の延長3.1kmを区間とする下総利根大橋有料道路の改築工事が着工される[1]。
- 1989年（平成元年）12月25日：茨城県道路公社が茨城県内の有料道路区間（1.04km）を県道岩井関宿野田線の道路区域に決定[3]。
- 1990年（平成2年）1月10日：下総利根大橋有料道路（茨城県岩井市大字長須 - 千葉県東葛飾郡関宿町大字木間ケ瀬：3.1km）の工事が一部完了[2]。
- 1990年（平成2年）1月11日：
  - 供用開始[4]。
  - 通行料金徴収開始（普通車200円、大型車(I)300円、大型車(II)700円、軽車両等20円）。徴収期間は30年間とする[5]。
- 1990年（平成2年）9月30日：下総利根大橋有料道路（茨城県岩井市大字長須 - 千葉県東葛飾郡関宿町大字木間ケ瀬：3.1km）の全工事が完了[6]。
- 1997年（平成9年）10月1日：通行料金改定（普通車200円、大型車(I)310円、大型車(II)710円、軽車両等20円）[7]。
- 2001年（平成13年）3月1日：通行する車両の最大重量限度25トンの道路に指定される[8]。
- 2014年（平成26年）4月1日：通行料金改定（普通車210円、大型車(I)320円、大型車(II)730円、軽車両等20円）[9]。
- 2020年（令和2年）1月11日：無料開放[10]。